# Кубок Данії з футболу 1997—1998
Кубок Данії з футболу 1997–1998 — 44-й розіграш кубкового футбольного турніру в Данії. Титул втретє здобув Брондбю.

## Календар
| Раунд           | Дата                          | Матчі | Клуби   |
| --------------- | ----------------------------- | ----- | ------- |
| Перший раунд    | 17-19 червня 1997             | 32    | 92 → 60 |
| Другий раунд    | 26-28 липня 1997              | 20    | 60 → 40 |
| Третій раунд    | 3 вересня 1997                | 14    | 40 → 26 |
| Четвертий раунд | 24 вересня - 1 жовтня 1997    | 10    | 26 → 16 |
| 1/8 фіналу      | 29 жовтня - 12 листопада 1997 | 8     | 16 → 8  |
| 1/4 фіналу      | 12-26 листопада 1997          | 4     | 8 → 4   |
| 1/2 фіналу      | 29 квітня/6-7 травня 1998     | 4     | 4 → 2   |
| Фінал           | 21 травня 1998                | 1     | 2 → 1   |

## 1/8 фіналу
| Команда 1            | Рахунок | Команда 2   |
| -------------------- | ------- | ----------- |
| 29 жовтня 1997       |         |             |
| Орхус Фремад         | 1:4     | Люнгбю      |
| Вайле                | 1:2     | Ольборг     |
| Болдклуббен 1893 (2) | 0:2     | Копенгаген  |
| Скйолд (4)           | 1:3     | Герфельге   |
| Сковсховед (3)       | 0:6     | Брондбю     |
| Ікаст                | 2:1     | Віборг (2)  |
| 6 листопада 1997     |         |             |
| Сількеборг           | 3:0     | Відовре (2) |
| 12 листопада 1997    |         |             |
| Оденсе               | 0:1     | Орхус       |

## 1/4 фіналу
| Команда 1         | Рахунок      | Команда 2 |
| ----------------- | ------------ | --------- |
| 12 листопада 1997 |              |           |
| Брондбю           | 2:0          | Ольборг   |
| Ікаст             | 3:2 дч       | Герфельге |
| 19 листопада 1997 |              |           |
| Копенгаген        | 3:1 дч       | Орхус     |
| 26 листопада 1997 |              |           |
| Сількеборг        | 1:1 пен. 4:2 | Люнгбю    |

## 1/2 фіналу
| Команда 1               | Заг. | Команда 2  | 1-й матч | 2-й матч |
| ----------------------- | ---- | ---------- | -------- | -------- |
| 29 квітня/6 травня 1998 |      |            |          |          |
| Копенгаген              | 9:2  | Ікаст      | 4:1      | 5:1      |
| 29 квітня/6 травня 1998 |      |            |          |          |
| Брондбю                 | 4:1  | Сількеборг | 2:1      | 2:0      |

## Фінал
| 21 травня 1998 |

| Брондбю                                         | 4:1      | Копенгаген    |
| ----------------------------------------------- | -------- | ------------- |
| Б.Гансен 4' Санд 32' Тигесен 53' Крістенсен 82' | Протокол | П.Нільсен 36' |

| Паркен, Копенгаген Глядачів: 41 044 Арбітр: Клаус Бо Ларсен |